# Stanisław Regulski

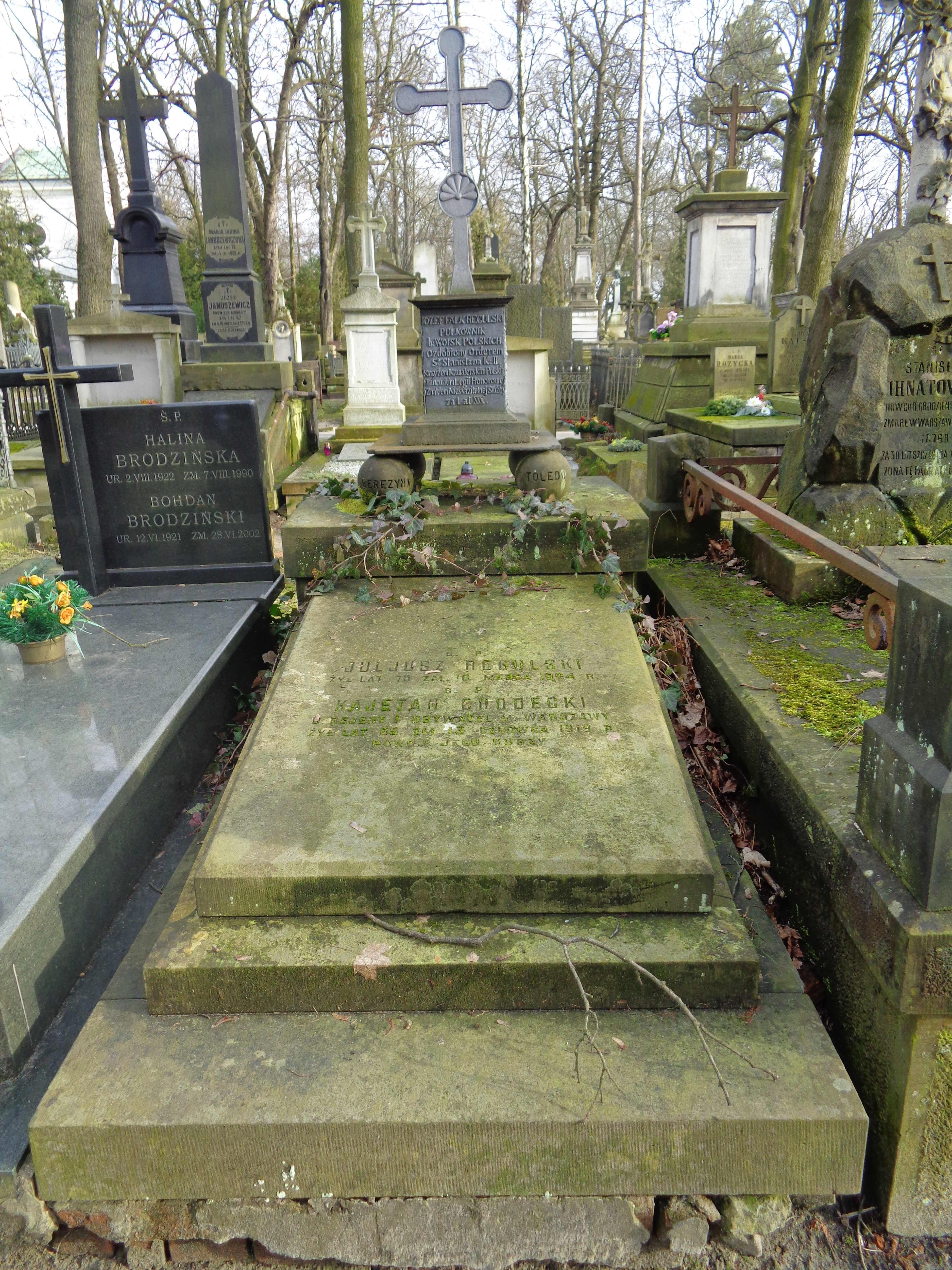
Grób Stanisława Regulskiego na cmentarzu Powązkowskim

Stanisław Regulski herbu Rawicz, także: Regulski-Falk (ur. 1791 w Warszawie, zm. 1831 tamże) – poeta, tłumacz.
Stanisław był starszym synem znakomitego rzeźbiarza i medaliera nadwornego Jana Regulskiego i Marianny z Chmielewskich. Do chrztu trzymali go król Stanisław August i Stanisław Kostka Potocki, po których otrzymał imię. Należał do pierwszego rocznika uczniów Liceum Warszawskiego, które ukończył z wyróżnieniem w roku 1808. Nie podjął studiów wyższych, lecz zajął się pisarstwem, umieszczając drobne poezje w różnych periodykach stołecznych i tłumacząc na użytek scen warszawskich utwory autorów niemieckich i francuskich (m.in. przełożył Makbeta z przeróbki niemieckiej Schillera oraz Merope Woltera). Zadebiutował jako poeta i tłumacz już w 1804, a więc w wieku lat 13, bajką "Jaś i zwierciadło", opublikowaną w jednym z periodyków warszawskich, i przekładem francuskiej komedii Marsolliera "Klara i Adolf", sześciokrotnie wystawionej w latach 1804–1815 na scenach stolicy.
Około roku 1820 Regulski zachorował na kataraktę, zaczął tracić wzrok i znalazł się prawie bez środków do życia, nie pozwolił jednak sprzedać niczego z bogatej kolekcji malarstwa i rzeźby pozostałej po ojcu, chcąc zachować spuściznę dla starszego brata Ignacego, (1789–1847), uczestnika wojen napoleońskich, później, w Kongresówce, kapitana ułanów, posiadającego liczne potomstwo. 
Zmarł na cholerę. Był nieżonaty i bezdzietny. Został pochowany został na Powązkach w nieznanym dziś miejscu, być może koło późniejszego grobu krewnego, pułkownika Józefa Regulskiego (16, IV).

## Literatura
- Franciszek Salezy Dmochowski, Wspomnienia od 1806 do 1830 roku, repr. Warszawa 1959
- Polski Słownik Biograficzny, t. XXX, Wrocław 1987
- Stanisław Szenic, Cmentarz Powązkowski 1790-1850, Warszawa 1979